# Глазго Клэн
«Глазго Клэн» (англ. Glasgow Clan) — хоккейный клуб из города Глазго. Выступает в Британской элитной хоккейной лиге. Домашней ареной клуба является «Брехэд Арена». До июля 2018 года клуб назывался «Брехэд Клэн» (англ. Braehead Clan).

## История
Предпосылки к созданию профессиональной команды в Глазго появились в 2002 году, когда клуб «Скоттиш Иглз» переехал из Эра для выступления на стадионе «Брехэд Арена». Однако в 2003 году команда распалась из-за финансовых проблем. При образовании Британской элитной лиги был создан проект формирования клуба в Глазго, однако это предложение тоже потерпело крах из-за недостатка финансов. В 2009 году Британская лига объявила о создании клуба Брехэд Клэн, владельцами которой были руководители других клубов Элитной лиги.
В сезоне 2011/12 канадский форвард клуба Джейд Гэлбрейт стал лучшим бомбардиром Элитной лиги и был признан её лучшим игроком.
В сезоне 2014/15 команда стала второй в регулярном чемпионате Великобритании; её тренер Райан Финнерти получил приз тренеру года в лиге. В следующем сезоне команда приняла участие в хоккейной Лиге чемпионов.